# توماس أوليفر
توماس أوليفر هو سياسي كندي، ولد في 1 مارس 1821، وتوفي في 8 نوفمبر 1880. حزبياً، نشط في الحزب الليبرالي الكندي. وقد انتخب عضو مجلس العموم الكندي.